# Krzywa możliwości produkcyjnych

Kształt typowej krzywej możliwości produkcyjnych

Krzywa możliwości produkcyjnych (eng. production possibility curve – PPC, znana również jako krzywa transformacji) – krzywa, która pokazuje różne kombinacje ilości dwóch towarów, które można wytworzyć w ramach danych zasobów i technologii. Graficzne ukazanie wszystkich możliwych opcji produkcji dla dwóch produktów, które można wytworzyć przy użyciu wszystkich czynników produkcji, w których dane zasoby są w pełni i skutecznie wykorzystywane w jednostce czasu. Krzywa możliwości produkcyjnych ilustruje kilka koncepcji ekonomicznych, takich jak efektywność alokacji, korzyści skali, koszt alternatywny (lub krańcowy wskaźnik transformacji), wydajność produkcyjna i niedobór zasobów podstawowy (problem ekonomiczny, przed którym stoją wszystkie społeczeństwa).
Krzywa możliwości produkcyjnych pokazuje maksymalny możliwy poziom produkcji jednego towaru dla dowolnego poziomu produkcji drugiego, biorąc pod uwagę istniejący stan techniki. W ten sposób określa efektywność produkcyjną w kontekście tego zestawu produkcyjnego: punkt na krzywej wskazuje na efektywne wykorzystanie dostępnych danych wejściowych (takich jak punkty B, D i C na wykresie), punkt poniżej krzywej (taki jak A) oznacza nieefektywność, a punkt za krzywą (np. X) wskazuje na brak możliwości danej opcji.
Krzywe możliwości produkcyjnych są zwykle rysowane w postaci wybrzuszenia w górę („wklęsłe”, gdy za początek uznaje się układ współrzędnych), ale mogą być reprezentowane również jako wybrzuszenie w dół (do wewnątrz) lub liniowe (proste), w zależności od szeregu założeń.
Przesunięcie krzywej możliwości produkcyjnych ‘na zewnątrz’ wynika ze wzrostu dostępności nakładów, takich jak kapitał fizyczny lub siła robocza. Taką zmianę odzwierciedla na przykład wzrost ekonomiczny gospodarki, która już działa z pełną wydajnością, co oznacza, że z obu posiadanych zasobów, w określonym czasie, możliwe jest wytworzenie optymalnej produkcji bez konieczności poświęcania któregoś z towarów. I odwrotnie, krzywa możliwości produkcyjnych przesunie się do wewnątrz, jeśli siła robocza się zmniejszy, podaż surowców zostanie wyczerpana lub klęska żywiołowa zmniejszy zapasy kapitału rzeczowego.
W mikroekonomii krzywa możliwości produkcyjnych pokazuje opcje dostępne zarówno dla osoby fizycznej, gospodarstwa domowego lub przedsiębiorstwa. Z definicji każdy punkt na krzywej jest produktywnie wydajny, ale biorąc pod uwagę charakter popytu na rynku, niektóre punkty będą bardziej opłacalne niż inne. Równowagą dla przedsiębiorstwa będzie najbardziej opłacalna kombinacja wyników na krzywej możliwości produkcyjnych.

## Pozycja

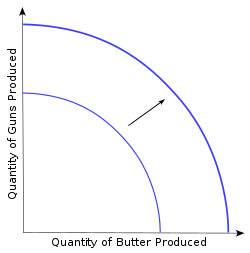
Bezstronna ekspansja w PPC

Dwoma głównymi wyznacznikami pozycji krzywej możliwości produkcyjnych w danym momencie są poziom wiedzy technologicznej i specjalistycznej w zakresie zarządzania (które znajdują odzwierciedlenie w dostępnych funkcjach produkcyjnych) oraz dostępne ilości czynników produkcji (materiały, praca bezpośrednia i koszty ogólne przedsiębiorstwa).
Tylko punkty leżące na lub w obrębie krzywej możliwości produkcyjnych są faktycznie możliwe do osiągnięcia w krótkim okresie. W dłuższej perspektywie, jeśli technologia ulegnie poprawie lub podaż czynników produkcji wzrośnie, wzrośnie zdolność gospodarki do wytwarzania obu towarów; jeżeli ten potencjał zostanie zrealizowany, nastąpi wzrost gospodarczy. Wzrost ten pokazuje przesunięcie granicy możliwości produkcyjnych w prawo. I odwrotnie, klęska żywiołowa, wojskowa lub ekologiczna może przesunąć krzywą możliwości produkcyjnych w lewo w odpowiedzi na zmniejszenie zdolności produkcyjnych gospodarki. Zatem wszystkie punkty na lub w obrębie krzywej są częścią zestawu produkcyjnego: kombinacji dóbr, które gospodarka mogłaby potencjalnie wytworzyć.

## Własności

### Wydajność

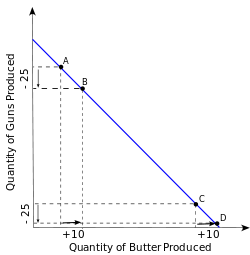
wydajność produkcyjna

Krzywa możliwości produkcji określa maksymalną ilość / ilość produktów (towarów / usług), jaką gospodarka może osiągnąć, biorąc pod uwagę stałe zasoby (czynniki produkcji) i stały postęp techniczny.
- Punkty leżące na krzywej możliwości produkcyjnych lub poniżej granicy produkcji są możliwe / możliwe do osiągnięcia: dane ilości można wyprodukować przy użyciu obecnie dostępnych zasobów i technologii.
- Punkty leżące powyżej granicy możliwości produkcyjnych / krzywej nie są możliwe / są nieosiągalne, ponieważ ilości nie mogą być wyprodukowane przy użyciu obecnie dostępnych zasobów i technologii.
- Punkty leżące dokładnie poniżej granicy / krzywej są nieefektywne, ponieważ gospodarka może wytwarzać więcej przynajmniej jednego dobra bez poświęcania produkcji jakiegokolwiek innego dobra przy istniejących zasobach i technologii.
- Punkty leżące na granicy / krzywej są wydajne.

Konkretnie, z ekonomicznego punktu widzenia we wszystkich punktach na krzywej, osiągana jest wydajność produkcyjna: nie da się już osiągnąć produkcji żadnego dobra z danych nakładów bez poświęcania produkcji jakiegoś drugiego dobra.
Mówi się, że gospodarka działająca na krzywej możliwości produkcyjnych jest wydajna, co oznacza, że niemożliwe byłoby wyprodukowanie więcej niż jednego dobra bez zmniejszenia produkcji drugiego dobra. W przeciwieństwie do tego, jeśli gospodarka działa poniżej krzywej, mówi się, że działa nieefektywnie, ponieważ mogłaby realokować zasoby w celu wytworzenia większej ilości zarówno dóbr, jak i niektórych zasobów, takich jak siła robocza lub kapitał, pozostaje bezczynna i może być w pełni wykorzystana do produkcji większej ilości obu towarów.
Na przykład jeśli przyjmie się, że dostępne ilości czynników produkcji w gospodarce nie zmieniają się w czasie i że postęp techniczny nie występuje, jeśli gospodarka działa na krzywej możliwości produkcyjnych, to np. produkcja broni musiałaby zostać poświęcona w celu wyprodukowania większej ilości masła. Jeśli produkcja jest wydajna, gospodarka może wybierać między kombinacjami (punktami) na krzywej możliwości produkcyjnych.

### Krańcowe tempo transformacji

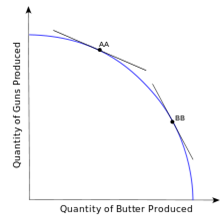
Krańcowa szybkość transformacji wzrasta, gdy przechodzi z AA na BB

Nachylenie granicy możliwości produkcyjnych (PPC) w dowolnym punkcie nazywane jest krańcowym tempem transformacji (marginal rate of transformation – MRT). Nachylenie określa szybkość, z jaką produkcja jednego dobra może zostać przekierowana (poprzez realokację zasobów produkcyjnych) do produkcji drugiego. Nazywa się to również (marginalnym) „kosztem alternatywnym” towaru, to znaczy jest to koszt alternatywny X pod względem Y na marginesie. Mierzy, ile dobra Y zostało wydane na jeszcze jedną jednostkę dobrego X i odwrotnie. Kształt krzywej możliwości produkcyjnych jest zwykle rysowany jako wklęsły względem początku układu współrzędnych, co stanowi wzrost kosztów alternatywnych przy zwiększonej wydajności produktu.

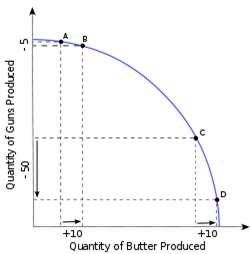
Wzrost kosztu alternatywy produkcji

Przykład z krzywą wklęsłą względem początku układu współrzędnych jest najczęstszą formą krzywej możliwości produkcyjnych. Reprezentuje to rozbieżność pod względem intensywności czynników i technologii dwóch sektorów produkcji. Oznacza to, że ponieważ gospodarka coraz bardziej specjalizuje się w jednym produkcie (takim jak przejście z punktu B do punktu D), koszt alternatywny produkcji tego produktu wzrasta, ponieważ zużywamy coraz więcej zasobów, które są mniej wydajne w jego wytwarzaniu. Wraz ze wzrostem produkcji masła przenoszą się do niego pracownicy przemysłu zbrojeniowego. Początkowo najmniej wykwalifikowani (lub najogólniejsi) robotnicy zostaną przeniesieni do produkcji większej ilości masła, a przeniesienie tych pracowników ma niewielki wpływ na koszt alternatywny zwiększenia produkcji masła: strata w produkcji broni będzie niewielka. Jednak koszty produkcji kolejnych jednostek masła wzrosną, gdy zasoby, które są coraz bardziej wyspecjalizowane w produkcji broni, zostaną przeniesione do produkcji masła.
Jeśli koszty alternatywne są stałe, powstaje krzywa możliwości produkcyjnych w linii prostej (liniowej). Ten przypadek odzwierciedla sytuację, w której zasoby nie są wyspecjalizowane i można je zamieniać bez dodatkowych kosztów. Produkty wymagające podobnych zasobów (na przykład chleb i ciasto) będą miały prawie prostą krzywą możliwości produkcyjnych, a więc prawie stałe koszty alternatywne. Mówiąc dokładniej, przy stałych efektach skali istnieją dwie możliwości liniowej krzywej możliwości produkcyjnych: jeśli byłby brany pod uwagę tylko jeden czynnik produkcji lub jeśli współczynniki intensywności czynnika w dwóch sektorach były stałe we wszystkich punktach krzywej możliwości produkcji.

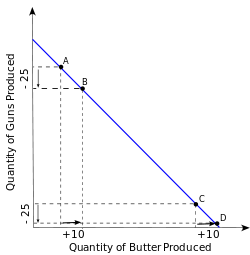
Stałe koszty alternatywne

Przy korzyściach skali krzywa możliwości produkcyjnych zakrzywiłaby się do wewnątrz, a koszt alternatywny spadłby o jeden towar w miarę produkcji większej jego ilości. Specjalizacja w produkcji kolejnych jednostek towaru determinuje jego koszt alternatywny (co możemy ustalić na podstawie metod produkcji masowej lub specjalizacji pracy).

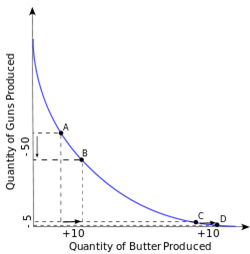
Spadek kosztu alternatywy produkcji

## Koszt alternatywny

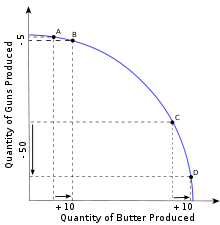
Zwiększenie masła z A do B pociąga za sobą niewielki koszt alternatywny, ale z C do D koszt jest ogromny.

Od punktu początkowego na krzywej, jeśli nie występuje wzrost zasobów produkcyjnych, zwiększenie produkcji pierwszego dobra wiąże się ze zmniejszeniem produkcji drugiego, ponieważ zasoby muszą zostać przeniesione do produkcji pierwszego i zabrane od produkcji drugiego. Punkty na krzywej opisują kompromis między towarami. Poświęcenie w produkcji drugiego dobra nazywa się kosztem alternatywnym (ponieważ zwiększenie produkcji pierwszego dobra wiąże się z utratą możliwości wyprodukowania pewnej ilości drugiego dobra). Koszt alternatywny jest mierzony liczbą jednostek drugiego dobra, które zostało utracone dla jednej lub większej ilości jednostek pierwszego towaru.
W kontekście krzywej możliwości produkcyjnych koszt alternatywny jest bezpośrednio związany z kształtem krzywej. Jeśli kształt krzywej możliwości produkcyjnych jest prostoliniowy, koszt alternatywny jest stały, ponieważ zmienia się produkcja różnych towarów. Jednak koszt alternatywny zwykle będzie się różnić w zależności od punktów początkowych i końcowych. Na schemacie u góry, wyprodukowanie 10 kolejnych paczek masła przy niskim poziomie produkcji masła to utrata 5 pistoletów (pokazanych jako przejście z A do B). W punkcie C gospodarka jest już bliska maksymalnej potencjalnej produkcji masła. Aby wyprodukować jeszcze 10 paczek masła, należy poświęcić kolejne 50 sztuk broni (jak w przypadku ruchu od C do D). Stosunek zysków do strat zależy od krańcowego tempa transformacji.